# Eressa finitima
Eressa finitima är en fjärilsart som beskrevs av Alfred Ernest Wileman 1910. Eressa finitima ingår i släktet Eressa och familjen björnspinnare. Inga underarter finns listade i Catalogue of Life.